# Ultramarines: Una película de Warhammer 40,000

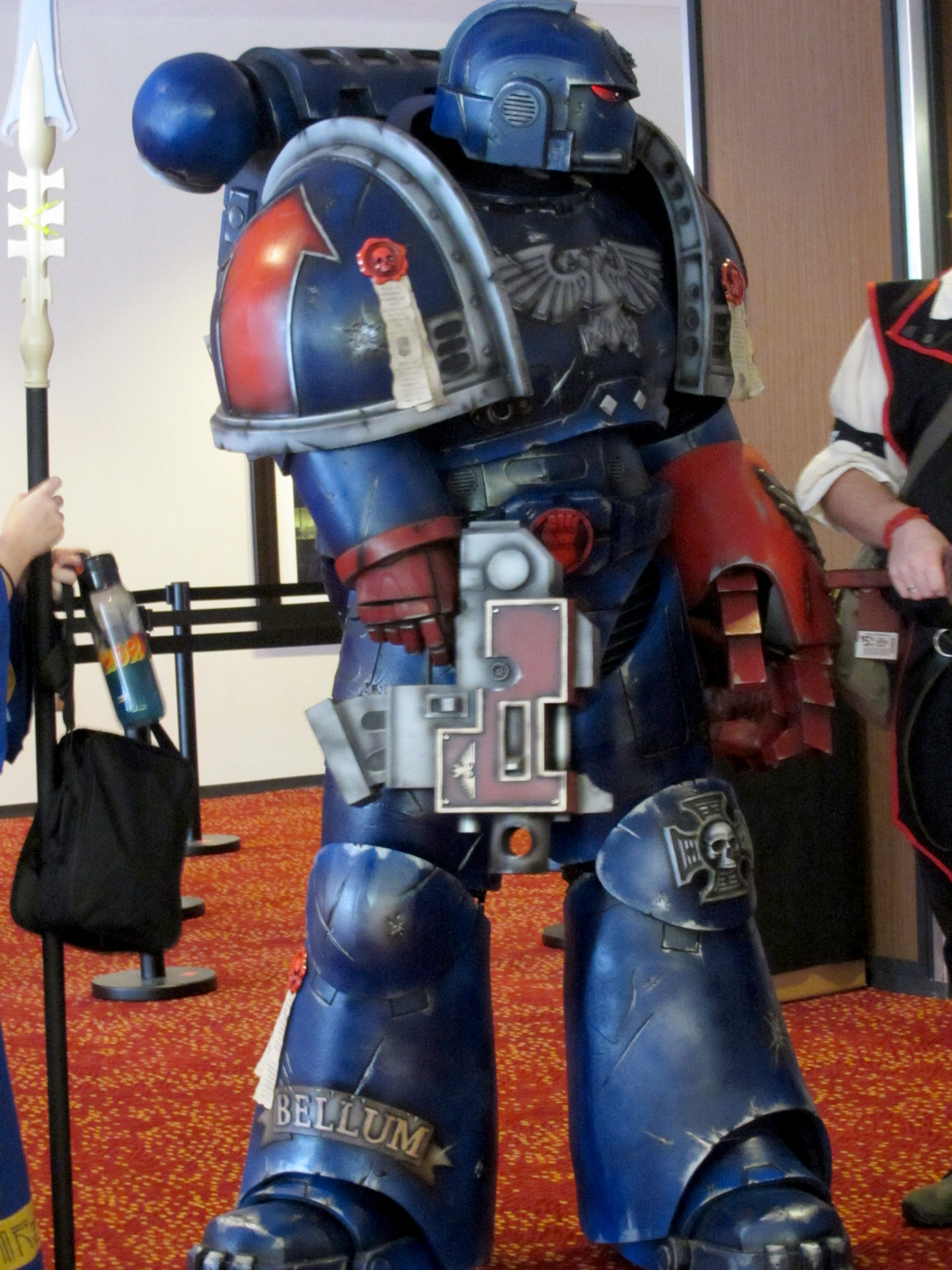
«Cosplay» de marine espacial del capítulo de los Puños Carmesíes, en la Dragon Con 2014.

Ultramarines: A Warhammer 40,000 Movie es una película de ciencia ficción de animación por ordenador ambientada en el universo ficticio de Warhammer 40.000 creado por Games Workshop y enfocada en el Capítulo de los Ultramarines de los Marines Espaciales. El escritor de Black Library, Dan Abnett, fue el encargado de escribir el guion. 
Terence Stamp, Sean Pertwee y John Hurl encabezaron el plantel de actores de voz en la versión original.

## Argumento
La escena inicial comienza mostrando a un grupo de Marines Espaciales del Capítulo de los Puños Imperiales bajo ataque de un enemigo desconocido. Un Marine Espacial de nombre Nidon recibe el encargo de proteger "el Códex" y se apresura para cumplir la orden justo antes de que una bola de fuego se trague a los Marines Espaciales.
El hermano Proteus (Sean Pertwee) y el capitán Severus (Terence Stamp) del Capítulo de los Ultramarines combaten en un duelo de entrenamiento a bordo de un crucero de batalla de los Marines Espaciales. Mientras el resto de los miembros de La Escuadra Última observan, Proteus logra desarmar a Severus y le exige que se rinda, pero Severus escapa de la presa de Proteus y lo derrota, tras lo que afirma que un Marine Espacial nunca se rinde. Tras el combate a los miembros de la escuadra se les muestra un arma sagrada de los Ultramarines, una reliquia en forma de martillo de trueno que yace en el reclusium de la nave. El capitán y su mano derecha, el apotecario Pythol (Donald Sumpter), dirigen a los iniciados de la escuadra en su ceremonia de juramento en la que juran ante el martillo de trueno, preparados para su primera misión como Marines Espaciales. Cuando la ceremonia acaba la Escuadra Última se prepara para su misión en el planeta Mithron.
De camino a la superficie del planeta, el capitán Severus se dirige a la Escuadra Última y les informa de que están allí para responder a una llamada de emergencia desde Mithron recibida poco antes de que se perdiera contacto. Una baliza de emergencia emite desde el planeta pero se desconoce si es automática, el único lugar de importancia en el sistema es un santuario protegido por una compañía de cien Puños Imperiales y una guarnición de la Guardia Imperial, lo que implica que si necesitan ayuda la situación es realmente complicada. Tras dejar al grueso de la compañía en Algol para continuar la campaña en proceso, Severus parte hacia Mithron con los diez hombres de la Escuadra Última como apoyo. Dentro de la escuadra los hermanos de batalla Proteus y Verenor (Steve Waddington) son los más dispuestos a probarse a sí mismos en combate. 
En la dura e implacable superficie de Mithron la escuadra descubre que una terrible batalla ha tenido lugar. Las fuerzas de la guarnición han sido aniquiladas y el santuario imperial del planeta profanado. Esto es prueba más que suficiente de que las fuerzas del Caos son las responsables del ataque. La escuadra decide que deben continuar y encontrar el motivo por el cual la baliza sigue emitiendo y descubrir si hay supervivientes.
Mientras se acercan a las ruinas del santuario los Ultramarines caen en una emboscada de los Marines Espaciales del Caos de la Legión Negra. Tres Ultramarines mueren, incluido el sargento Crastor, pero consiguen desbaratar la emboscada. La escuadra sigue adentrándose en las ruinas del santuario pero allí se enfrentan a un Príncipe Demonio que mata a otro Ultramarine y se enfrenta al capitán Severus hasta que ambos combatientes caen por un acantilado. 
Con Severus desaparecido y el sargento Crastor muerto, el mando de la escuadra cae en manos de Proteus. Aunque la Escuadra Última quiere volver al crucero de batalla y esperar refuerzos, Proteus decide continuar con la misión y encontrar la fuente de la baliza. En el relicario en la cumbre del santuario encuentran al capellán Carnak (John Hurt) y al hermano Nidon (Johnny Harris), únicos supervivientes de los Puños Imperiales, quienes les revelan que han estado protegiendo el Liber Mithrus, un antiguo códex entregado a los Puños Imperiales durante su fundación por el Dios-Emperador de la Humanidad en persona. La Escuadra Última acepta ayudar a Carnak y a Nidon a llevar el libro a lugar seguro pero Verenor y Proteus sospechan de cómo consiguieron sobrevivir tanto tiempo cuando todos los demás habían muerto. 
Mientras la Escuadra Última se retira hacia el punto de extracción recibe el ataque de un gran contingente de la Legión Negra de los Marines Espaciales del Caos. Durante el combate la Escuadra Última mata a muchos de los atacantes pero sufre grandes pérdidas a su vez y se ve reducida a cuatro ultramarines, el apotecario Pythol, el capellán Carnak y el hermano Nidon. Cuando están a punto de verse superados Severus reaparece repentinamente y con su ayuda el resto de la Escuadra Última, Carnak y Nidon logran escapar y volver a la nave. 
Tras su regreso, Proteus le habla a Severus de sus sospechas sobre Carnak y Nidon y de su posible corrupción por el Caos. Proteus y Severus, junto al hermano Hypax se enfrentan a los Puños Imperiales, mientras Severus se apropia del libro y descubre que está en blanco. En ese momento Hypax entra con el estandarte de los Ultramarines, que se enciende, lo que indica la presencia del Caos, a lo que Severus reacciona declarando que Carnak ha sido corrompido por este. Carnak lo niega con vehemencia pero Severus lo mata y Nidon responde con furia aunque al atacar a Severus este se lo quita de encima con facilidad y lo deja inconsciente.
Hypax se pregunta entonces por qué el estandarte continúa ardiendo si el supuesto demonio está muerto, descubriendo así que Severus es el verdadero poseído, por el demonio contra el que luchó. Hypax se sacrifica para enfrentar a Severus y proteger a sus camaradas, muriendo empalado por el mismo estandarte que se le había encomendado proteger. Los tres marines siguen al demonio liderados por Verenor y descubren que ha asesinado a los demás miembros de la Escuadra Última y dejó a Pythol gravemente herido.
Proteus, Verenor y Nidon persiguen a Severus y se enfrentan a él en el reclusium de la nave mientras este muta y desarrolla con rapidez características como dientes afilados, cuernos y pezuñas. El demonio deja fuera de combate a Nidon y a Verenor, atrapando a Proteus con la intención de poseerlo para viajar como polizón en el crucero de asalto para llegar al planeta hogar de los Ultramarines, donde usará el Códex de los Puños Imperiales para abrir un portal a la disformidad y permitir así que una horda de demonios caiga sobre Macragge y lo destruya como pasó en Mithron. Sin embargo, Pythol e interviene y salva a Proteus, muriendo a manos del demonio. Verenor distrae al demonio mientras Proteus arranca el sagrado Martillo de Trueno de su lugar en el reclusium y lo usa para matar a Severus y desterrar así al ser que lo poseía.
Después se muestra como a Proteus se le asciende a sargento con Verenor como su segundo al mando y los dos marines se preparan para liderar a su propia escuadra de Utramarines en combate. La escena final es el reflejo de la inicial y muestra como los nuevos reclutas Ultramarines realizan su juramento sobre el mismo martillo donde juró la Escuadra Última y que Proteus usó para acabar con el demonio Severus.

## Reparto
| Personaje         | Actor de doblaje original | Actor de doblaje (España) |
| ----------------- | ------------------------- | ------------------------- |
| Capitán Severus   | Terence Stamp             | Luis Mas                  |
| Capellán Carnak   | John Hurt                 | Pedro Tena                |
| Proteus           | Sean Pertwee              | Juan Carlos Lozano        |
| Verenor           | Steve Waddington          | Luis Bajo                 |
| Apotecario Pythol | Donald Sumpter            | Javier Franquelo          |
| Nidon             | Johnny Harris             | David Rocha               |
| Sargento Crastor  | Ben Bishop                | Pedro Tena                |
| Junor             | Ben Bishop                | Javier Franquelo          |
| Remulus           | Ben Bishop                |                           |
| Hypax             | Gary Martin               | David Rocha               |
| Maxillius         | Gary Martin               | Juan Carlos Lozano        |
| Decius            | Gary Martin               | Luis Mas                  |
| Boreas            | Christopher Finney        | Luis Bajo                 |
| Lycos             | Christopher Finney        | David Rocha               |
| Servidor          |                           | Luis Bajo                 |

## Desarrollo
La producción de Ultramarines se anunció durante el Games Day de 2009 en el NEC de Birmingham.
La compañía productora encargada de la creación de Ultramarines fue la británica Codex Pictures bajo licencia de Games Workshop, en asociación con Good Story Productions Ltd y con los estudios ubicados en Montreal POP6 Studios.

## Animación
En Ultramarines se utilizaron técnicas de captura de movimiento facial de Image Metrics. Image Metrics había participado con anterioridad en Grand Theft Auto IV, Assassin's Creed II, NBA 2K10, el vídeoclip de The Black Eyed Peas "Boom Boom Pow" y en Harry Potter y la Orden del Fénix.  El periódico The New York Times definió las técnicas de Image Metrics como "tecnología que captura el alma" en 2006. Una secuencia de muestra que presentaba el detalle y el tratamiento que se emplearía en la película terminada se publicó el 29 de mayo de 2010, de manera simultánea en la página oficial del film y en la MCM Expo en el Centro de Exposiciones ExCeL de Londres.  El segundo tráiler de Ultramarines se estrenó durante el Games Day del Reino Unido en el NEC de Birmingham el 26 de septiembre de 2010.

## Lanzamiento
Estaba previsto que la edición especial del DVD, acompañada de una novela gráfica en tapa dura de 32 páginas, Hard Choices 'What happened on Algol?, escrita por Dan Abnett y dibujada por el reconocido artista de cómic David Roach, fuera publicada a nivel mundial el 29 de noviembre de 2010. Sin embargo el lanzamiento del DVD se vio retrasado debido a problemas de producción, según afirmó Codex Pictures el día previsto. Los detalles exactos del problema no fueron publicados, pero Codex Pictures informó de que no tenían que ver con el DVD en sí, sino con otros componentes de la edición coleccionista.
Codex Pictures anunció poco después que el envío de la película comenzaría la semana del 6 de diciembre, y que intentarían dar prioridad a los clientes atendiendo a la fecha de recepción del encargo, lo que conllevaría que el último envío se diera a finales de la semana. Esta no fue, sin embargo, la resolución final de la situación, pues hubo gente que había hecho el pedido con antelación incluso desde octubre que no había recibido el paquete a 27 de enero de 2011. El asunto se complicó aún más debido a que la página web de Codex Pictures aún seguía ofreciendo el DVD a la venta sin avisar de que aún existían asuntos sin resolver en cuanto al suministro del producto.

## Recepción
Proyecciones previas de Ultramarines: The Movie recibieron en general respuestas favorables de un grupo de espectadores seleccionados. Sin embargo la película en sí recibió críticas heterogéneas, especialmente en referencia al CGI y la animación que algunos consideraron por debajo de lo esperable. La animación hacía parecer a los Ultramarines "altos" y "delgados", mientras que buena parte del escenario de la película estaba convenientemente oculto por el polvo en suspensión. Las proporciones de los Ultramarines podrían haber sido intencionadas, dado que el canon de Warhammer 40000 establece una media de unos 2,30 m de altura para los Marines Espaciales. Otra queja tenía que ver con que, dado el detalle y la creatividad puesto en el diseño de Warhammer, la película parece barata, hecha con prisas y simple.
Tras su lanzamiento la película recibió críticas positivas y negativas. Algunos críticos alabaron el argumento y comentaron que era corto pero mantenía el ritmo, además de la adecuada interacción entre personajes; otros consideraron la historia simplista, demasiado lenta al comenzar, y que no había sensación de misterio o grandilocuencia. La música recibió buena respuesta y uno de los comentarios decía que la composición era "ominosa e impactante según el momento; nunca se convierte en la protagonista sino que crea una atmósfera auténtica para la película". La atención puesta a los detalles visuales también fue puesta en valor y uno de los críticos afirmó, "Cada vidriera visible detrás de la acción nos cuenta alguna historia".